# الغواصة الألمانية يو-361
غواصة يو-361 غواصة يو بوت ألمانية من الفئة السابعة سي بنيت لسلاح بحرية ألمانيا النازية كريغسمارينه، في أحواض فلنسبرجر خلال الحرب العالمية الثانية.